# Придворица (манастир)
Придворица е манастир на СПЦ по поречието на река Студеница.
Осветен е през 1195 г. и самото му име подсказва, че е приспадал към двора, т.е. бъдещия кралски двор на рашките крале.
Първоначално мястото е било параклис на манастира Студеница.
Изграден е в рашки стил и се намира недалеч на запад от манастира Студеница в планината Голия и в посока Иваница и Сръбска Морава.